# Echinodoryctes
Echinodoryctes är ett släkte av steklar. Echinodoryctes ingår i familjen bracksteklar.
Kladogram enligt Catalogue of Life:
| Echinodoryctes | \| \| Echinodoryctes lawrencei \| \| \| \| \| \| Echinodoryctes tetraspinosus \| \| \| \| |
|                | \| \| Echinodoryctes lawrencei \| \| \| \| \| \| Echinodoryctes tetraspinosus \| \| \| \| |
|                | Echinodoryctes lawrencei                                                                  |
|                |                                                                                           |
|                | Echinodoryctes tetraspinosus                                                              |
|                |                                                                                           |